# دی‌آردی‌او لاکشیا
دی‌آردی‌او لاکشیا (به انگلیسی: DRDO Lakshya) یک هواگرد ساختِ کارخانهٔ هیندوستان آیروناتیکس در کشور هند است. نخستین استفاده‌کنندهٔ این هواگرد ارتش هند بوده‌است. این هواگرد برای نخستین بار در ۱۹۸۵ میلادی مورد استفاده قرار گرفت.